# Estadio de Monte Pelado
El Estadio de Monte Pelado es un recinto deportivo situado en la localidad de Cova Figueira, perteneciente al municipio de Santa Catarina do Fogo de la isla de Fogo, Cabo Verde. El estadio fue inaugurado el 18 de noviembre de 2017, con la implantación de césped artificial y una grada con capacidad para 2 500 espectadores.
En este estadio se juegan los partidos del campeonato de fútbol de Fogo, pertenecientes al municipio de Santa Catarina do Fogo.